# Can We Pretend
Can We Pretend è un singolo della cantautrice statunitense Pink, pubblicato l'11 aprile 2019 come secondo estratto dall'ottavo album in studio Hurts 2B Human.
Il brano, che ha visto la collaborazione del gruppo di produttori di musica elettronica Cash Cash, è stato scritto dalla stessa cantante in collaborazione con Ryan Tedder e i tre membri dei Cash Cash, Jean Makhlouf, Alexander Makhlouf e Samuel Frisch; questi ultimi quattro ne sono anche i produttori.

## Tracce
1. Can We Pretend (feat. Cash Cash) – 3:44

## Classifiche

### Classifiche settimanali
| Classifica (2019) | Posizione massima |
| ----------------- | ----------------- |
| Australia         | 99                |
| Belgio (Fiandre)  | 25                |
| Belgio (Vallonia) | 48                |
| Canada            | 100               |
| Croazia           | 36                |
| Irlanda           | 84                |
| Islanda           | 24                |
| Regno Unito       | 88                |
| Slovenia          | 6                 |
| Svizzera          | 76                |

### Classifiche di fine anno
| Classifica (2019) | Posizione |
| ----------------- | --------- |
| Belgio (Fiandre)  | 92        |
| Islanda           | 98        |